# NGC 3205
NGC 3205 (również PGC 30254 lub UGC 5585) – galaktyka spiralna (Sa?? pec), znajdująca się w gwiazdozbiorze Wielkiej Niedźwiedzicy. Odkrył ją William Herschel 3 lutego 1788 roku. Jest to galaktyka z aktywnym jądrem.